# Wkra (rzeka w Niemczech)
Wkra (niem. Uecker, Ucker) – rzeka o długości 103 km w północno-wschodnich Niemczech w pobliżu granicy z Polską na terenie krajów związkowych Brandenburgia (tu nosi nazwę Ucker) oraz Meklemburgia-Pomorze Przednie (zwana Uecker). Powierzchnia zlewni 2401 km².

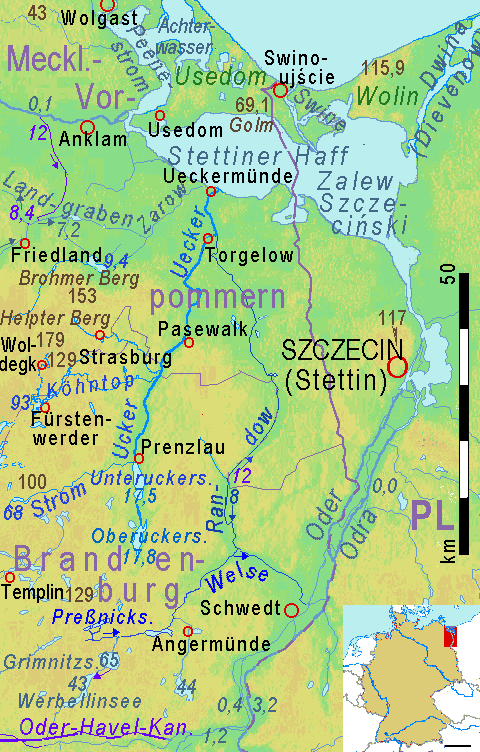
Rzeki Wkra, Randów a Welse

Źródła w okolicy miejscowości Alt Temmen na wysokości 69 m n.p.m. Płynąc południkowo w kierunku północnym przepływa kolejno przez dwa jeziora – Oberuckersee i Unteruckersee, następnie przez leżące nad Unteruckersee Prenzlau, i dalej przez Pasewalk, Torgelow, Eggesin by wpaść do Zalewu Szczecińskiego tuż po minięciu miasta Ueckermünde. Rzeka jest trasą popularnych 3–5 dniowych spływów kajakowych na odcinku ok. 82 km pomiędzy jeziorem Oberuckersee a Ueckermünde. 
We wczesnym średniowieczu tereny nad Uecker zamieszkiwane były przez słowiańskie plemię Wkrzan, którzy swą nazwę wzięli od nazwy rzeki. Od nazwy rzeki pochodzą również nazwy powiatów Uckermark w Brandenburgii i dawnego powiatu Uecker-Randow w Meklemburgii-Pomorzu Przednim (obecnie w składzie powiatu Vorpommern-Greifswald) oraz nazwa Puszczy Wkrzańskiej.